# 郭盛
郭盛是《水滸傳》人物，四川嘉陵人氏，善使方天戟，外號「賽仁貴」。在梁山泊與小溫侯呂方共任宋江的馬軍護衛。
原來從事水銀買賣，但是船在黃河翻了，回鄉不得。後來聽說對影山有個使戟的強盜，便前往挑戰。花榮和清風寨的人救了宋江後，逃到對影山，只見穿白衣的郭盛和穿紅衣的呂方都在使方天畫戟比武，兩戟的絨尾卻結住了。花榮用箭把結射開，兩人便停止武鬥。後來二人一同上了梁山。
梁山全伙受招安後，郭盛隨征遼國、方臘。在攻打方臘佔領的烏龍嶺時，被南軍從山上掉下石頭砸死。
另外，在金庸武俠小說《射鵰英雄傳》和《神鵰俠侶》中，郭嘯天、郭靖、郭芙、郭襄和郭破虜被設定為郭盛的後代子孫。

## 實力
郭盛和呂方的實力完全相當，兩人連戰了十數日未分勝負，雖未位列天罡，排名也比較靠後，但其實力遠高於排位，在梁山擔任的是守護中軍的馬軍驍將的職務，實力與忠誠缺一不可。用呂方一個人的戰績就可以代表兩個人。呂方獨戰石寶到五十回合被擊敗，關勝認為石寶刀法不在自己之下，卻僅用了不到十個回合就上風了索超。索超跟楊志大戰五十回合未分勝負，通過間接對比得出呂方、郭盛的實力絕不會在索超之下。呂方擊殺了厲天閏的親兄弟厲天佑之後，厲天閏不敢直接找呂方報仇，而是選擇閉門死守，至少說明他對呂方是有所忌憚的。厲天閏的實力透過董平而知，董平左手使槍不應十回合不敵厲天閏。石寶五十回合擊敗呂方，呂方聯手實力相當的郭盛就能跟石寶打成平手；曾塗三十回合擊敗呂方，加上郭盛仍然不是對手。由此推測呂方、郭盛的實力有楊志水平也是相符合的。

## 影视形象
- 2011年版《水浒传》：楊洋